# 流通 (運送業)
流通株式会社（りゅうつう）は鳥取県倉吉市に本社を置く地域密着サービス業を行っている会社。
山陰流通センター株式会社として創業創業以来、運送業、貸切バス事業観光業、人材紹介業のほか、イベント運営・会場設営や、ドライバー派遣、物流センター運営暮らしの支援などで地域密着型のサービスを手掛けている。
本社のある倉吉店の他、鳥取店、米子店、松江店、鳥取中央物流センターRYUTSU-PLEX市と、鳥取県および、島根県の山陰両県に5拠点を展開している。

## 概要
創業者で現会長の江原實が昭和52年（1977年）に「山陰流通センター」の社名で、軽貨物運送業として軽トラック3台、従業員3名で開業。事務所は實の父が経営する江原商店の2階の1室を借りてスタートした。
創業当初は梨の運送で新規荷主の開拓をしつつ、引っ越し業にも力を注いだ。顧客の希望に迅速に応えながら細やかなサービスを行い、徐々に口コミで利用者を増やしていくようになる。
昭和54年（1979年）特定貨物自動車運送の免許を取得。酒類卸の江原商店の清酒輸送や、倉吉立石電機（現オムロンスイッチアンドデバイス倉吉事業所）の構内物流を包括的に契約し安定的な仕事量を確保した。
昭和57年（1982年）三朝温泉小型運送を吸収合併し、一般貨物自動車運送の免許を取得。
昭和58年（1983年）現在地の倉吉市巌城に本社を移転新築した。鳥取県中部で運送業としての拠点整備を進める。
昭和61年（1986年）鳥取市湖山町に鳥取店、米子市今在家に米子店、平成元年（1989年）に松江市下東川津町に松江店を設ける。
昭和62年（1987年）全国引越専門協同組合連合会に加盟。（平成26年退会）
平成6年（1994年）鳥取・島根引越専門協同組合を設立。（平成27年解散）
平成8年（1996年）運輸省（現、国土交通省）認定のトランクルームを設置。また、一般貸切旅客自動車運送事業（貸切バス事業）にも参入して業務拡大を図った。
平成9年（1997年）鳥取県知事登録の2種旅行業の認可を得て自社バスを活用した日帰り旅行をメインとした独自企画ツアーを導入する。
このほか、個人向けの車の宅配便、バイク便、ふれあい移動動物園など山陰地方初の事業を展開。また、顧客のニーズに応じてイベント会場の設営機材の準備運搬などの会場設営や運営一式も請け負える体制も整えた。
平成12年（2000年）にはイベント事業と広告事業部を開設し、山陰初のイベントカーを導入し、夏祭りや野外コンサートなどのニーズにも対応している。
その後、イベント事業は主力事業の一つに成長し、現在ではサッカーJリーグのガイナーレ鳥取のホームゲーム運営と設営に関わる。
また、主に鳥取県東部から中海圏までの、鳥取島根両県で行われるイベントの裏方や、企業の竣工式典など様々な規模を手掛けている。
平成13年（2001年）社名を山陰流通センターから、「流通」に変更し、ロゴマークも新たに制作した。
平成19年（2007年）創業者で父の實が70歳を迎える創業30周年に当時副社長だった江原剛が34歳で2代目社長に就任した。「悲観的（慎重）に準備し、楽観的（大胆）に行動する。」「努力が運を招く」などの薫育を受け、同社の経営に邁進している。
平成23年（2011年）短距離、短時間でも利用できる貸切バス「ちょいバス」を導入し、地域内の送迎バスに本格参入。平成26年4月の運賃制度改正を受けて「ちょいバス」は廃止したが、地域内の送迎バスは現在も同社の主力事業である。
平成27年（2015年）倉吉市より男女共同参画推進まちづくり表彰を受ける。
同年、中国地域ニュービジネス協議会より第23回中国地域ニュービジネス奨励賞を受賞。
平成29年(2017年)経済産業省により地域未来牽引企業に選定される。
平成30年（2018年）からは、人材サービス事業にも参入。求職者と求人企業双方のメリットを追求するマッチングサイト「鳥取・島根求人ドットコム」を開設。2019年には採用までのプロセスをトータルで請け負う求人サイト「じょぶる鳥取」を立ち上げ、人材サービス事業も充実させている。
令和2年（2020年）SDGsに注力し、不要になったランドセルを次の世代へとバトンをつなぐ「ランドセル FOR ALL」プロジェクトを立ち上げた。
同年7月には、鳥取県湯梨浜町に延床面積3262㎡の広さをもつ営業倉庫として、鳥取中央物流センター「RYUTSU-PLEX」を開設した。食品包装用の素材や車載部品に使う金属など、大小さまざまな荷物を保管。また、クラウド管理システムを用いて顧客とリアルタイムで情報共有・管理を実現し物流管理業務の代行も行っている。さらに、物流管理だけでなく完成品の検査梱包業務も代行し、顧客の物流業務全般のアウトソーシングに対応している。
同年7月31日には、日本創生のための将来世代応援知事同盟より将来世代応援企業賞を受賞した。
同年11月には、中国地方を中心に放送されているテレビ番組「そ～だったのカンパニー」で同社の取組が紹介された。
ほかにも、地域密着サービス業として、ペット葬祭、家具やピアノの屋内移動、不用品の処理、雪かき、ハチの巣駆除、遺品の整理、墓地の清掃など、地域住民のサポーターとして数々のサービスを提供している。
同社では、創業から一貫して『顧客のニーズに積極的に応える』という姿勢で事業を拡大しつつ、時代のニーズに合わせた地域密着型の事業展開を行っている。

## 沿革
- 1977年（昭和52年）7月

倉吉市住吉町にて山陰流通センター株式会社として創業 軽貨物自動車運送業を開始 損害保険代理店業務を開始
- 1977年（昭和52年）9月

宅地建物取引業登録
- 1979年（昭和54年）4月

一般貨物自動車運送事業を開始
- 1979年（昭和54年）4月

倉吉市巌城へ本社移転
- 1986年（昭和61年）1月

鳥取店 開設
- 1986年（昭和61年）1月

米子店 開設
- 1987年（昭和62年）1月

全国引越専門共同組合連合会に加入
- 1989年（平成元年）5月

松江店 開設
- 1996年（平成8年）3月

トランクルーム（国土交通省認可）開設
一般貸切旅客自動車運送事業（貸切バス）開始
- 1997年（平成9年）3月

旅行業認可（鳥取県知事登録2-49号）
- 2000年（平成12年）4月

イベント・広告事業部を開設
- 2001年（平成13年）1月

流通株式会社に社名変更
- 2003年（平成15年）5月

産業廃棄物収集運搬業　許可（鳥取県・島根県）
- 2008年（平成20年）9月

一般労働者派遣事業許可（般31-300013）
- 2011年（平成23年）11月

ちょいバス鳥取サービスセンター開設
- 2014年（平成26年）12月

全国引越専門共同組合連合会 退会
- 2015年（平成27年）6月

中国地域ニュービジネス奨励賞 受賞
倉吉市男女共同参画まちづくり表彰 受賞
- 2016年（平成28年）1月

有限会社宍道タクシー（松江市）を子会社化
- 2017年（平成29年）12月

経済産業省より地域未来牽引企業に選定
- 2018年（平成30年）1月

有料職業紹介事業許可（31-ユ-300038）
- 2018年（平成30年）2月

特別管理産業廃棄物収集運搬業　許可（鳥取県・島根県）
求人メディア「鳥取・島根求人.com」開設
- 2019年（平成31年）1月

求人メディア「じょぶる鳥取」を開設
- 2020年（令和2年）7月

鳥取中央物流センター「RYUTSU-PLEX」を開設を開設
日本創生のための将来世代応援知事同盟 将来世代応援企業賞 受賞